# Justus Ludwig Jacobi
Justus Ludwig Jacobi (auch: Jakobi, * 12. August 1815 in Burg (bei Magdeburg); † 31. Mai 1888 in Halle (Saale)) war ein evangelischer Theologe.
Justus Ludwig Jacobi studierte seit 1834 in Halle, darauf in Berlin, wurde daselbst 1847 außerordentlicher, in Königsberg 1851 ordentlicher Professor in der theologischen Fakultät; 1855 folgte er einem Ruf nach Halle (Saale).

## Werke (Auswahl)
- Die kirchliche Lehre von der Tradition und Heiligen Schrift in ihrer Entwickelung (1847);
- Lehrbuch der Kirchengeschichte (1850, Teil 1);
- Die Lehre der Irvingiten (1853, 2. Aufl. 1868);
- Die Jesuiten (Halle 1862);
- Erinnerungen an D. August Neander (Halle. 1882).